# Neogonyleptes
Genre
Synonymes
- Neogonyleptoides Roewer, 1913

Neogonyleptes est un genre d'opilions laniatores de la famille des Gonyleptidae.

## Distribution
Les espèces de ce genre sont endémiques du Chili.

## Liste des espèces
Selon World Catalogue of Opiliones (07/09/2021) :
- Neogonyleptes chilensis (Roewer, 1913)
- Neogonyleptes docilis (Butler, 1874)
- Neogonyleptes frontalis (Sørensen, 1902)
- Neogonyleptes hamatus Soares, 1968
- Neogonyleptes karschii (Sørensen, 1902)

## Publication originale
- Roewer, 1913 : « Die Familie der Gonyleptiden der Opiliones-Laniatores. » Archiv für Naturgeschichte, sér. A, vol. 79, no 4, p. 1–256 (texte intégral).